# Quirino (Ilocos Sul)
Quirino é um município de  quarta classe de renda municipal (d) na província Ilocos Sul, nas Filipinas. De acordo com o censo de 1 de maio  de  2020 possui uma população de 9 306 pessoas e 2 105 domicílios.